# Trutzhain (Wüstung)
Die Wüstung Trutzhain ist ein im Jahre 1294 als Trutishain erstmals erwähnter, aber spätestens im 16. Jahrhundert wüst gefallener Ort, dessen Flur danach zur Gemarkung von Steina gehörte.  Das Dorf ging 1294 in einem Gütertausch aus dem Besitz des Klosters Haina in den der Grafen von Ziegenhain über.
Der Ort liegt etwa 3,5 km östlich von Ziegenhain, in der heutigen Gemarkung Niedergrenzebach, nahe dem alten Weg von Obergrenzebach nach Steina.  Heute befindet sich dort der Ehrenfriedhof der im Zweiten Weltkrieg im nahen Stammlager StaLag IX A umgekommenen Kriegsgefangenen.  Die Flurnamen Trutzhainer Wiese und Trutzborn erinnern an das untergegangene Dorf.
Trutzborn, etwa 500 Meter nördlich gelegen, war ein von 1843 bis 1848 von der Stadt Neukirchen betriebenes Braunkohlenbergwerk.

## Neugründung
Die nach dem Zweiten Weltkrieg an der Stelle des ehemaligen Kriegsgefangenenlagers Ziegenhain aus dem dortigen Flüchtlingslager im Jahre 1951 hervorgegangene, von Flüchtlingen und Heimatvertriebenen besiedelte Gemeinde Trutzhain erhielt den Namen des einstigen Dorfes. 